# Herly (Somme)
Herly (picardisch: Hèrly) ist eine nordfranzösische Gemeinde mit 40 Einwohnern (Stand 1. Januar 2022) im Département Somme in der Region Hauts-de-France. Die Gemeinde liegt im Arrondissement Montdidier und gehört zum Kanton Roye.

## Geographie
Die sich südlich an den Lauf des Ingon anschmiegende Gemeinde liegt rund zwei Kilometer westlich von Nesle an der Départementsstraße D228. Im Südosten erstreckt sich die Gemeinde bis zur Départementsstraße D930. Das Schloss liegt an der Gemeindegrenze zu Étalon.

## Geschichte
Die Gemeinde erhielt als Auszeichnung das Croix de guerre 1914–1918.

## Einwohner
| 1962 | 1968 | 1975 | 1982 | 1990 | 1999 | 2006 | 2010 |
| ---- | ---- | ---- | ---- | ---- | ---- | ---- | ---- |
| 52   | 63   | 51   | 44   | 45   | 48   | 47   | 49   |

## Verwaltung
Bürgermeister (maire) ist seit 2001 Francine de Bouteville	.